# Акумуляція (геологія)
Акумуляція в геології — нагромадження на поверхні суші або на дні водойми мінеральних частинок чи органічних залишків в результаті діяльності вітру, текучих вод, льодовиків, вулканів, моря та інших геол. факторів. Процес, протилежний денудації і залежний від неї. Області акумуляції — це найчастіше тектонічні прогини та западини, а також денудаційні долини й улоговини. Розрізняють акумуляцію наземну (гравітаційну, річкову, льодовикову, водно-льодовикову, морську, озерну, еолову, біогенну, вулканогенну) і підводну (підводно-зсувну, прибережно-морську, дельтову, рифоґенну, вулканічну, хемоґенну тощо). З процесами акумуляції пов'язане утворення різних типів екзоґенних родовищ корисних копалин.
Внаслідок акумуляції на земній поверхні утворюються такі форми рельєфу, як акумулятивні рівнини різного походження, акумулятивні тераси, дельти, піщані підводні мілини (бари), берегові вали, дюни, бархани, моренні гряди та ін.

## Приклади
- Акумуляція нафти і газу

- Аградація (рос. агградация; англ. aggrade — відкладення осадів на дні річки або дні долини (термін дуже рідко використовується в вітчизняній геологічній літературі).